# Hostal de l'Arç
L'Hostal de l'Arç és una obra del poble de Lliurona, actualment del municipi d'Albanyà (Alt Empordà), inclosa en l'Inventari del Patrimoni Arquitectònic de Catalunya.

## Descripció
A l'antic poble de Llorona o Lliurona hi havia hagut dos hostals molt anomenats a l'Alta Garrotxa; el de Ca la Petronilla era molt senzill i estava situat en el carrer del costat de l'església de Sant Andreu. L'altre hostal, de més categoria, estava situat a una certa distància del nucli central del poble; era l'Hostal de l'Arç, avui convertit pels seus propietaris en una petita residència de cacera. L'edifici és de planta en forma de L, amb teulat a una sola vessant i alguns edificis annexionats a aquest nucli primitiu. Disposa de baixos amb dues portes d'ingrés i pis amb menudes obertures per les cambres. Els murs exteriors estan emblanquinats, deixant vistos els carreus cantoners i aquells que formen les obertures. És dels pocs edificis de l'antic poble de Llorona que el seu estat de conservació sigui favorable.